# ISO 3166-2:GT
ISO 3166-2:GT es la entrada de Guatemala en la norma ISO 3166-2, que forma parte de la norma ISO 3166 publicada por la Organización Internacional de Normalización (ISO), que define los códigos de los nombres de las principales subdivisiones político-administrativas (por ejemplo, provincias, departamentos o estados) de todos los países codificados en ISO 3166-1.
Actualmente en Guatemala se definen códigos ISO 3166-2 para los 22 departamentos que posee el país.
Cada código se compone de dos partes, separadas por un guion. La primera parte es GT, el código de la norma ISO 3166-1 alfa-2 de Guatemala. La segunda parte consta de dos letras que representan la subregión.

## Códigos actuales
Nombres de subdivisiones se listan como aparecen en la norma ISO 3166-2 publicada por la Agencia de Mantenimiento de ISO 3166 (ISO 3166/MA).
| Código | Nombre subdivisión |
| ------ | ------------------ |
| GT-AV  | Alta Verapaz       |
| GT-BV  | Baja Verapaz       |
| GT-CM  | Chimaltenango      |
| GT-CQ  | Chiquimula         |
| GT-PR  | El Progreso        |
| GT-ES  | Escuintla          |
| GT-GU  | Guatemala          |
| GT-HU  | Huehuetenango      |
| GT-IZ  | Izabal             |
| GT-JA  | Jalapa             |
| GT-JU  | Jutiapa            |
| GT-PE  | Petén              |
| GT-QZ  | Quetzaltenango     |
| GT-QC  | Quiché             |
| GT-RE  | Retalhuleu         |
| GT-SA  | Sacatepéquez       |
| GT-SM  | San Marcos         |
| GT-SR  | Santa Rosa         |
| GT-SO  | Sololá             |
| GT-SU  | Suchitepéquez      |
| GT-TO  | Totonicapán        |
| GT-ZA  | Zacapa             |

## Cambios
Los siguientes cambios en la entrada se han anunciado en los boletines de la ISO 3166/MA desde la primera publicación de la norma ISO 3166-2 en 1998:
| Boletín        | Fecha de la publicación | Descripción de los cambios en el boletín |
| -------------- | ----------------------- | ---------------------------------------- |
| Newsletter I-2 | 2002-05-21              | Corrección ortográfica en GT-QZ          |